# Tipula consiliosa
Tipula consiliosa är en tvåvingeart som beskrevs av Alexander 1971. Tipula consiliosa ingår i släktet Tipula och familjen storharkrankar. Inga underarter finns listade i Catalogue of Life.